# Усадьба Васильчиковых
Усадьба Васильчиковых — памятник архитектуры, расположенный в городе Москве.

## История
Здание возведено в конце XVIII — начале XIX века. В его основе лежит сгоревший во время Московского пожара 1812 года дом, созданный в 1781 году подполковником Петром Ивановичем Бибиковым. Первую реконструкцию особняк претерпевает в 1860—1870-х годах, во время которой было изменено арочное окно мезонина, выстроен чугунный балкон, главный фасад украшен скупым рельефом. В неизменном виде со времён строительства здания сохранились парадный вестибюль и овальный зал с хорами.
Боковые флигели были построены в разное время: восточный — приблизительно в 80-х годах XVIII века, западный — в самом начале 19-го. Облик фасадов относится ко времени первой реконструкции усадьбы. Двухэтажные галереи, имеющие каменный нижний и деревянный верхний этажи, были возведены в 1834 году. Интересны их фасады с полуколоннами дорического ордера.
В 1800—1859 годы владельцем архитектурного сооружения был князь Б. М. Черкасский, сдававший дом в аренду в 1845—1855 годах князьям Васильчиковым, гостями которых были знаменитые личности Москвы того времени.
В 1881 году усадьба перешла во владение банкира, коммерции советника, еврейского общественного деятеля Лазаря Соломоновича Полякова. Он использовал здание в качестве доходного дома.
В главном доме усадьбы начиная с 1903 года располагалась женская гимназия Кириены Алелековой. После Октябрьской революции здание занимала школа № 48. В 1920-х годах директором школы была назначена сестра М. А. Булгакова, которая в 1924 году приютила брата в стенах школы.
Усадьба прошла через масштабную реконструкцию, завершившуюся в 2019 году. Фасад, архитектура и внутренняя планировка были бережно воссозданы и сохранили первозданный вид.
После реконструкции здесь открылся Музей военной формы. Усадьба Васильчиковых является одним из объектов культурного наследия федерального значения.
В 2021 году была благоустроена территория усадьбы, вход на которую доступен всем желающим. 